# Cầu Olympic
Cầu Olympic hay Cầu Grand Olympic (tiếng Hàn Quốc: 올림픽대교) là cây cầu bắt qua sông Hán ở Seoul, Hàn Quốc. Cây cầu nối hai quận Gwangjin và Songpa. Nó bắt đầu xây dựng vào năm 1985, nhưng không hoàn thành cho đến năm 1990, sau Seoul Olympic Games năm 1988, vì cây cầu xây dựng đã bị sụp đổ.
Vào 29 tháng 5 năm 2001, trực thăng CH-47D của Quân đội Hàn Quốc cố gắng hạ một bức tượng điêu khắc trên phần đỉnh cầu, đã bị rơi xuống sông Hán, làm chết cả ba người trên tàu. Công việc được hoàn thành ngay sau đó và đến ngày nay, người đã chết không được tưởng nhớ một cách chính thức, huy niệm hoặc chỗ khác trên cầu.